# Thialf IJsstadion
Thialf IJsstadion – kryte lodowisko w Heerenveen, w Holandii. Zostało otwarte w 1967 roku. Może pomieścić 3500 widzów. Swoje spotkania rozgrywają na nim hokeiści klubu UNIS Flyers. Obiekt przylega do krytego toru łyżwiarskiego Thialf.
Kryte lodowisko wybudowano razem z położonym tuż obok torem łyżwiarskim Thialf, który początkowo był obiektem odkrytym. Arenę oddano do użytku w 1967 roku. Wraz z powstaniem krytego lodowiska powołano do życia klub hokejowy Flyers, który na przestrzeni lat osiągnął liczne sukcesy, m.in. wielokrotnie sięgając po tytuł mistrza Holandii. W 1986 roku istniejący tuż obok lodowiska tor łyżwiarski został zadaszony.
W 2012 roku w obiekcie rozegrano spotkania grupy A II dywizji hokejowych mistrzostw świata do lat 18.